# Jean Henri Jaume Saint-Hilaire
Jean Henri Jaume Saint-Hilaire (Grasse, perto de Cannes, 29 de outubro de 1772 – 1845) foi um naturalista e artista francês.

## Biografia
Nascido sob o nome  Jaume, foi posteriormente adicionado Saint-Hilaire. Alguns biógrafos alegaram que o último nome foi acrescentado para distingui-lo de um membro da sua família,  o jacobino Henri-Honore Jaume,  um terrorista local. Com vinte anos, Saint-Hilaire juntou-se ao exército revolucionário francês para participar das campanhas italianas, voltando à Paris e a vida civil em 1800. Lá, talvez influenciado pela indústria de perfumaria e da floração de Grasse, continuou seus estudos, principalmente em ciências naturais. Escreveu um guia sobre o novo Museu Nacional de História Natural e aprende pintura floral com Gérard van Spaendonck (1746-1822).
Publicou, em 1805, a sua primeira obra importante,  uma  Exposition des familles naturelles et de la germination des plantes, contentant la description de 2 337 genres et d'environ 4 000 espèces, 112 planches dont les figures ont ete dessinées par l'auteur. Esta obra descreve de maneira simples e popular o sistema de classificação de Antoine-Laurent de Jussieu (1748-1836), divergindo em alguns pontos. De 1808 à 1809 e de 1819 à 1822,  publicou os dez volumes de  Plantes de la France décrites et peintes d’après nature  que agrupa cerca de mil gravuras de sua autoria.
Percorreu o Brasil de 1816 a 1822 em diversas expedições, tendo o Rio de Janeiro como base. Conheceu primeiro as cercanias da baía da Guanabara, passou para a região das Minas Gerais até a serra da Canastra, também as nascentes do Rio São Francisco, andou pelo Paraná, o litoral de Santa Catarina, chegando ao Rio Grande do Sul e ao Uruguai, na época Província Cisplatina, controlada pelo governo português.
Jaume se interessou pelas questões relativas às florestas, tornando-se membro da Sociedade Real de Agricultura, em 1831. Interessou-se também pela cultura da  Wrightia tinctoria, uma Apocynaceae utilizada por suas qualidades tintoriais.

## Obras
- La flore et la pomone françaises: histoire et figure en couleur, des fleurs et des fruits de France ou naturalisés sur le sol français (Paris,  1828-1833).
- Traité des arbres forestiers: ou histoire et description des arbres indigènes ou naturalisés… Ouvrage précédé d'une instruction sur la culture des arbres, por M. Thouin… (Impressão de Firmin Didot, Paris, 1824).
- Traité des arbrisseaux et des arbustes cultivés en France et en pleine terre (Paris, 1825).